# 克鲁赛罗 (圣保罗州)
克鲁赛罗是巴西圣保罗州的一个市镇。总面积304.572平方公里，总人口79546人，人口密度261.2人/平方公里。